# Willan Saddle
Der Willan Saddle (bulgarisch седловина Виддан sedlowina Willan) ist ein etwa 410 m hoher Bergsattel auf der Livingston-Insel im Archipel der Südlichen Shetlandinseln. Er verläuft über eine Länge von 1000 m in nordost-südwestlicher Ausrichtung zwischen dem Burdick Peak und dem Willan-Nunatak.
Die bulgarische Kommission für Antarktische Geographische Namen benannte ihn 1997 in Anlehnung die Benennung des gleichnamigen Nunataks. Dessen Namensgeber ist Robert Charles Richard Willan (* 1959), Geologe des British Antarctic Survey und ab 1985 in dieser Funktion Verantwortlicher für Arbeiten auf der Hurd-Halbinsel.